# Mónica ou Um Diário Algarvio
Mónica ou Um Diário Algarvio é uma curta-metragem institucional portuguesa de 1972, realizada por José Fonseca e Costa a partir de um argumento de António Quadros. O filme turístico apresenta o Hotel da Penina, na região do Algarve, desde a perspetiva de Mónica, uma das suas hóspedes britânicas. Em cinema, o filme foi exibido a 17 de dezembro de 2016 numa sessão da Cinemateca Portuguesa de retrospetiva da carreira de Fonseca e Costa.

## Sinopse
Mónica sofre com a fealdade crescente da ruidosa cidade britânica onde vive. Desiludida com o seu quotidiano opressivo, cai sobre si uma imensa melancolia. A jovem viaja para o Algarve onde se deixa envolver pela pureza de uma vida tranquila, o silêncio das grandes praias solitárias, o sol, o céu azul e a beleza das pequenas aldeias brancas de Portimão onde as pessoas são autênticas e simples. Mónica diz-se encantada pelo cheiro característico do Algarve: de amêndoa e de alfarroba, polvilhado pela maresia.

## Equipa técnica
- Realização: José Fonseca e Costa.[6]
- Argumento: António Quadros.
- Cinematografia: Moedas Miguel.
- Anotadora: Teresa Vaz da Silva.
- Assistente de imagem: Pedro Efe.
- Som: Luís Barão e Eduardo Duarte.
- Assistente de produção: João Franco.
- Colorista: Teresa Ferreira.
- Colaboração: Luís Couto e Custódio de Mergulhão.

## Produção
Mónica ou Um Diário Algarvio é uma curta-metragem institucional encomendada por John Stillwell, proprietário do Penina Hotel & Golf Resort, à produtora de filmes documentais de publicidade de José Fonseca e Costa. O cliente pediu a António Quadros que escrevesse o texto do filme, de modo a retratar uma jovem inglesa desiludida com o seu país natal. A Fonseca e Costa foi também pedido que se demonstrasse o campo de golfe do hotel, arquitetado pelo jogador Henry Cotton.
A obra foi produzida em Eastmancolor em julho de 1972. A película Kodak 35mm foi tratada na Ulysseia Filmes e o som na Nacional Filmes. A produção contou com o apoio da empresa de gestão de investimentos turísticos Tecnitur, Sostimo, Sociedade turística da Penina e TAP.

## Continuidade artística
No final dos anos 1960, José Fonseca e Costa é contratado "para filmar para a TAP, para aquilo que a TAP precisasse que fosse filmado, para formar os seus quadros, pilotos, etc. Durante dois anos da minha vida eu tive mais horas de voo do que os tripulantes de avião porque passava a vida nos aviões. Além de ter filmado uma quantidade de coisas para utilização técnica, a certa altura eles decidiram: “Isto é o começo da ideia para atrair turistas ricos” e estes encontravam-se principalmente na América". Surge assim um conjunto de curtas-metragens industriais entregues à companhia de aviação, como The Pearl of the Atlantic (1968), The Columbus Route (1969), Voar (1970) ou Golf in the Algarve (1972). De entre estas, Mónica ou Um Diário Algarvio aproxima-se mais de Golf in the Algarve, pelo modo como se centra na região algarvia numa abordagem paisagística e turística endereçada a um público estrangeiro.